# Mordet på Malin Lindström
Mordet på Malin Lindström avser mordet 1996 på den då 16-åriga Malin Lindström från Örnsköldsvik.

## Försvinnande
Lindström försvann spårlöst den 23 november 1996 efter en bussresa mellan Örnsköldsvik och Husum. Trots stora sökinsatser återfanns hennes kropp först den 22 maj 1997 i ett skogsområde mellan Gideälven och Bruksvägen i Husum. Kroppen visade spår av att Lindström blivit knivhuggen till döds samt utsatts för sexuellt våld.

## Rättegång 1998
I augusti 1998 dömdes en misstänkt gärningsman för mord i tingsrätten men friades senare i oktober 1998 i hovrätten. Till hovrättens friande dom bidrog svag teknisk bevisning, men också tveksamheter i den vallning och rekonstruktion som anordnades av professorn i psykologi Sven Å. Christianson. Hovrätten skrev bland annat att den inte alldeles kunde frigöra sig från intrycket att den misstänkte mördaren under rekonstruktionen fått en del ’hjälp på traven’ i sitt agerande.

## Rättegång 2022
I maj 2022 beviljade Högsta domstolen resning i fallet med stöd av ny DNA-bevisning, varvid den tidigare misstänkte gärningsmannen häktades i avvaktan på ny rättegång. Den nya bevisningen bestod av DNA-analys av en liten fläck av blod och sperma som säkrades på de jeans som Malin Lindström bar när hon påträffades död i maj 1997. Vid denna tidigare tidpunkt var det inte möjligt att analysera så små mängder DNA-spår, men materialet sparades i hopp om att kunna analyseras i framtiden. Sådan analys genomfördes 2021 vilket gav en träff för den tidigare misstänkte gärningsmannen.
Den misstänkte, nu 44-årige gärningsmannen, häktades den 2 juni 2022 och rättegången pågick från den 30 juni till den 5 juli. Den 19 juli 2022 dömde hovrätten för Nedre Norrland 44-årige Olof Wiberg till fem års fängelse, där strafftiden valts med hänsyn till mannens ungdom vid gärningstillfället och till den långa tid som nu förflutit sedan gärningen.
Mordfallet togs upp i Veckans brott den 13 mars 2012.
Olof Wiberg, under ändrat namn, frigavs i mars 2025. 